# Rasbora (genre)
Ne doit pas être confondu avec Rasbora.
Genre
Rasbora est un genre de poissons de la famille des Cyprinidés. Mais les poissons appelés communément des rasboras sont à présent répartis dans plusieurs genres distincts.
Le genre Rasbora demeure le plus grand, contenant environ 70 espèces, qui se situe en Asie du Sud et en Afrique. 
En 2007, une analyse affirme que Rasbora n'est pas un assemblage monophylétique, toutefois, Boraras et Trigonostigma sont monophylétiques.

## Liste des espèces
Selon NCBI (20 novembre 2016) :
- Rasbora aprotaenia
- Rasbora argyrotaenia
- Rasbora aurotaenia
- Rasbora baliensis
- Rasbora bankanensis
- Rasbora borapetensis
- Rasbora brittani
- Rasbora bunguranensis
- Rasbora caudimaculata
- Rasbora caverii
- Rasbora cephalotaenia
- Rasbora dandia
- Rasbora daniconius
- Rasbora dusonensis
- Rasbora einthovenii
- Rasbora elegans
- Rasbora gracilis
- Rasbora hobelmani
- Rasbora jacobsoni
- Rasbora kalbarensis
- Rasbora kalochroma
- Rasbora kottelati
- Rasbora labiosa
- Rasbora lateristriata
- Rasbora meinkeni
- Rasbora ornata
- Rasbora pauciperforata
- Rasbora paucisqualis
- Rasbora paviana
- Rasbora rasbora
- Rasbora rubrodorsalis
- Rasbora spilocerca
- Rasbora steineri
- Rasbora sumatrana
- Rasbora taeniata
- Rasbora tawarensis
- Rasbora tornieri
- Rasbora trilineata
- Rasbora tubbi
- Rasbora vaterifloris
- Rasbora vulcanus
- Rasbora vulgaris
- Rasbora wilpita

Selon World Register of Marine Species (20 novembre 2016) :
- Rasbora caverii (Jerdon, 1849)
- Rasbora daniconius (Hamilton, 1822)
- Rasbora rasbora (Hamilton, 1822)

Selon ITIS (27 févr. 2011) :
- Rasbora amplistriga Kottelat, 2000
- Rasbora aprotaenia Hubbs & Brittan in Brittan, 1954
- Rasbora argyrotaenia (Bleeker, 1850)
- Rasbora atridorsalis Kottelat & Chu, 1987
- Rasbora aurotaenia Tirant, 1885
- Rasbora baliensis Hubbs & Brittan in Brittan, 1954
- Rasbora bankanensis (Bleeker, 1853)
- Rasbora beauforti Hardenberg, 1937
- Rasbora borapetensis Smith, 1934
- Rasbora borneensis Bleeker, 1860
- Rasbora brittani Axelrod, 1976
- Rasbora bunguranensis Brittan, 1951
- Rasbora calliura Boulenger, 1894
- Rasbora caudimaculata Volz, 1903
- Rasbora caverii (Jerdon, 1849)
- Rasbora cephalotaenia (Bleeker, 1852)
- Rasbora chrysotaenia Ahl, 1937
- Rasbora daniconius (Hamilton, 1822)
- Rasbora dorsinotata Kottelat & Chu, 1987
- Rasbora dorsiocellata Duncker, 1904
- Rasbora dusonensis (Bleeker, 1851)
- Rasbora einthovenii (Bleeker, 1851)
- Rasbora elegans Volz, 1903
- Rasbora ennealepis Roberts, 1989
- Rasbora gerlachi Ahl, 1928
- Rasbora gracilis Kottelat, 1991
- Rasbora hobelmani Kottelat, 1984
- Rasbora hosii Boulenger, 1895
- Rasbora hubbsi Brittan, 1954
- Rasbora jacobsoni Weber & de Beaufort, 1916
- Rasbora johannae Siebert & Guiry, 1996
- Rasbora kalbarensis Kottelat, 1991
- Rasbora kalochroma (Bleeker, 1851)
- Rasbora kottelati Lim, 1995
- Rasbora labiosa Mukerji in Hora & Mukerji, 1935
- Rasbora lateristriata (Bleeker, 1854)
- Rasbora laticlavia Siebert & Richardson, 1997
- Rasbora leptosoma (Bleeker, 1855)
- Rasbora meinkeni de Beaufort, 1931
- Rasbora pauciperforata Weber & de Beaufort, 1916
- Rasbora paucisqualis Ahl in Schreitmüller, 1935
- Rasbora paviei Tirant, 1885
- Rasbora philippina Günther, 1880
- Rasbora rasbora (Hamilton, 1822)
- Rasbora reticulata Weber & de Beaufort, 1915
- Rasbora rubrodorsalis Donoso-Büchner & Schmidt, 1997
- Rasbora rutteni Weber & de Beaufort, 1916
- Rasbora sarawakensis Brittan, 1951
- Rasbora semilineata Weber & de Beaufort, 1916
- Rasbora septentrionalis Kottelat, 2000
- Rasbora spilocerca Rainboth & Kottelat, 1987
- Rasbora spilotaenia Hubbs & Brittan in Brittan, 1954
- Rasbora steineri Nichols & Pope, 1927
- Rasbora subtilis Roberts, 1989
- Rasbora sumatrana (Bleeker, 1852)
- Rasbora tawarensis Weber & de Beaufort, 1916
- Rasbora tobana Ahl, 1934
- Rasbora tornieri Ahl, 1922
- Rasbora trifasciata Popta, 1905
- Rasbora trilineata Steindachner, 1870
- Rasbora tubbi Brittan, 1954
- Rasbora tuberculata Kottelat, 1995
- Rasbora vaterifloris Deraniyagala, 1930
- Rasbora volzii Popta, 1905
- Rasbora vulcanus Tan, 1999
- Rasbora wilpita Kottelat & Pethiyagoda, 1991